# Norbert Növényi
Norbert Növényi (* 15. Mai 1957 in Budapest) ist ein ehemaliger ungarischer Ringer. Er war Olympiasieger 1980 im griech.-röm. Stil im Halbschwergewicht.

## Werdegang
Norbert Növényi stammt aus einer Ringerfamilie, Vater Norbert Növényi sen. war in den 1950er Jahren ungarischer Meister im Ringen im Schwergewicht und begann schon als Kind in Budapest mit dem Ringen. Er konzentrierte sich dabei auf den griech.-röm.Stil. Im Juniorenbereich spielte er auf internationaler Ebene noch keine Rolle. 1979 löste er aber in Ungarn den Olympiasieger von 1972 und mehrfachen Weltmeister Csaba Hegedűs als ungarischen Meister im Halbschwergewicht bei den Senioren ab und kam in diesem Jahr zu seinen ersten Einsätzen bei internationalen Meisterschaften.
Bei der Europameisterschaft 1979 in Bukarest konnte er auf Anhieb überzeugen und wurde mit fünf Siegen Vize-Europameister. Er unterlag dabei nur dem schwedischen Ausnahmeathleten Frank Andersson. Auch bei der Weltmeisterschaft dieses Jahres in San Diego kam er auf den 2. Platz. Im Finale unterlag er dabei wiederum gegen Frank Andersson.
1980 konzentrierte er sich ganz auf die Olympischen Spiele in Moskau. Er schaffte dort im Halbschwergewicht mit vier Siegen den Einzug in das Finale und in diesem dabei das fast unmögliche, nämlich einen Sieg über den haushohen Favoriten Igor Kanygin aus der UdSSR, der Frank Andersson ausgeschaltet hatte. Damit war Norbert Növényi Olympiasieger.
Nach diesem großen Sieg gelang es Norbert Növényi nicht mehr, bei internationalen Meisterschaften ganz vorne mitzuringen. Immerhin gewann er bei der Weltmeisterschaft 1983 in Kiew im Halbschwergewicht hinter Igor Kanygin und Atanas Komtschew aus Bulgarien noch einmal eine WM-Bronzemedaille.
Ab 1985 kämpfte Norbert Növényi als Kickboxer und soll es hier zu zwei Weltmeisterschaften gebracht haben. Er stieg auch in das Filmgeschäft ein und wirkte sogar 1988 in Hollywood zusammen mit Arnold Schwarzenegger in einem Film mit.
1992 startete er im Alter von 35 Jahren ein Comeback als Ringer, das insoweit von Erfolg gekrönt war, dass er bei der ungarischen Meisterschaft im Schwergewicht den Titel vor dem zweifachen Vize-Weltmeister Sándor Major gewann und sich damit für die Olympischen Spiele in Barcelona qualifizierte. In Barcelona gewann er im Schwergewicht zunächst drei Kämpfe, schied dann aber nach einer Niederlage gegen Andreas Steinbach aus der BRD aus und belegte den 7. Platz.
Nach 1992 betätigte sich Norbert Növényi wieder als Schauspieler, Kick-Boxer und K1-Kämpfer und war in diesem Metier selbst als 50-Jähriger noch aktiv.

## Internationale Erfolge
(alle Wettbewerbe im griechisch-römischen Stil, OS = Olympische Spiele, WM = Weltmeisterschaft, EM = Europameisterschaft, Halbschwergewicht, damals bis 90 kg, Schwergewicht, damals bis 100 kg Körpergewicht)
| Jahr | Platz | Wettbewerb                                                   | Gewichtsklasse | |
| 1978 | 2.    | "Werner-Seelenbinder"-Turnier in Leipzig                     | Halbschwer     | hinter Stojan Nikolow, Bulgarien u. vor Pedro Pawlidis, BRD |
| 1979 | 2.    | EM in Bukarest                                               | Halbschwer     | mit Siegen über Giuseppe Vitucci, Italien, Aslan Aslan, Türkei, Roman Wrocławski, Polen, Iwan Petrow, Bulgarien u. Petre Dicu, Rumänien u. einer Niederlage gegen Frank Andersson, Schweden |
| 1979 | 1.    | Großer Preis der Bundesrepublik Deutschland in Aschaffenburg | Halbschwer     | vor Stojan Nikolow und Franz Pitschmann, Österreich |
| 1979 | 2.    | WM in San Diego                                              | Halbschwer     | mit Siegen über Franz Pitschmann, Yoshihiro Fujita, Japan, Czesław Kwieciński, Polen u. Pedro Pawlidis u. Niederlagen gegen Petre Dicu u. Frank Andersson                                   |
| 1980 | 3.    | Turnier in Västerås                                          | Halbschwer     | hinter Netsajew, UdSSR u. Keijo Manni, Finnland |
| 1980 | Gold  | OS in Moskau                                                 | Halbschwer     | mit Siegen über Keijo Manni, Atef Mahayri, Syrien, Georgios Pozidis, Griechenland, Jose Poll, Kuba u. Igor Kanygin, UdSSR                                                                   |
| 1981 | 2.    | Turnier in Västerås                                          | Halbschwer     | hinter Keijo Manni u. vor Frank Andersson, Waleri Dolgich, UdSSR, Thomas Horschel, DDR u. Uwe Sachs, BRD                                                                                    |
| 1981 | 7.    | EM in Göteborg                                               | Halbschwer     | mit Siegen über Georgios Pozidis u. Uwe Sachs u. Niederlagen gegen Thomas Horschel u. Alexander Dubrowski, UdSSR                                                                            |
| 1982 | 2.    | World Cup in Budapest                                        | Halbschwer     | hinter Igor Kanygin u. vor Franz Pitschmenn, Redak Tatawi, Ägypten u. Michael Houck, USA |
| 1983 | 2.    | "Stanislaw-Pytlasinski"-Turnier in Warschau                  | Halbschwer     | hinter Krossi, Bulgarien u. vor Branisław Dąbrowski, Polen u. Uwe Sachs |
| 1983 | 4.    | EM in Budapest                                               | Halbschwer     | hinter Igor Kanygin, Atanas Komtschew, Bulgarien u. Ilie Matei, Rumänien u. vor Uwe Neupert, DDR u. Bernard Ban, Jugoslawien                                                                |
| 1983 | 3.    | WM in Kiew                                                   | Halbschwer     | hinter Igor Kanygin u. Atanas Komtschew u. vor Georgios Pozidis, Ilie Matei u. Jindřich Durczak, CSSR                                                                                       |
| 1985 | 1.    | "World-Super-Championship" in Tokio                          | Halbschwer     | vor Greg Gibson, USA u. Masahiko Fukube, Japan |
| 1992 | 2.    | GP der BRD in Kelheim                                        | Schwer         | hinter Sjarhej Dsjamjaschkewitsch, GUS u. vor Andreas Steinbach, BRD, Roger Gries, BRD u. Tahir Yılmaz, Türkei                                                                              |
| 1992 | 7.    | OS in Barcelona                                              | Schwer         | hinter Héctor Milián, Kuba, Dennis Koslowski, USA, Sjarhej Dsjamjaschkewitsch, Andrzej Wroński, Polen, Andreas Steinbach u. Ion Ieremciuc, Rumänien                                         |
| 1992 | 2.    | Grand Prix-Turnier in Budapest                               | Schwer         | hinter Sjarhej Dsjamjaschkewitsch u. vor Andreas Steinbach |

## Ungarische Meisterschaften
Norbert Növényi wurde in den Jahren 1979, 1980, 1981, 1982, 1983 und 1984 ungarischer Meister im Halbschwergewicht und 1992 im Schwergewicht.